# Westinska priset
Westinska priset är ett svenskt pris som Kungliga Humanistiska Vetenskapssamfundet i Uppsala tilldelar "författare av särskilt välförtjänta doktorsavhandlingar vid Uppsala universitet". Varje år tilldelas ett pris vardera från samfundets två respektive avdelningar, den filosofisk-historiska och den filologiska. Prissumman är 40 000 kronor.

## Pristagare (filosofisk-historiska avdelningen)
- 2019: Anna Baral[2]
- 2020: Viktor Englund[3]
- 2021: Mirko Pasquini[4]

## Pristagare (filologiska avdelningen)
- 2016: Solveig Malmsten[5]
- 2019: Jaroslava Obrtelová[2]
- 2020: Constanze Ackermann-Boström[3]
- 2021: Adrian Sangfelt[4]
- 2022: Hanna Henryson[6]